# Migliori prestazioni italiane nei 5000 metri piani

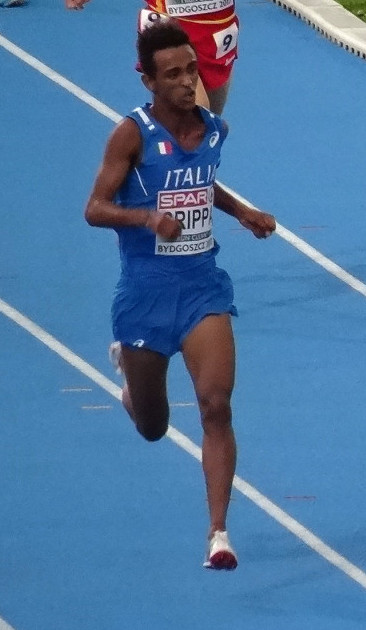
Yemaneberhan Crippa, primatista italiano dei 5000 m

La lista delle migliori prestazioni italiane nei 5000 metri piani, aggiornata periodicamente dalla Federazione Italiana di Atletica Leggera, raccoglie i migliori risultati di tutti i tempi degli atleti italiani nella specialità dei 5000 metri piani.

## Maschili
Statistiche aggiornate al 9 agosto 2025.
|     | Tempo    | Atleta               | Luogo          | Data             |
| --- | -------- | -------------------- | -------------- | ---------------- |
| 1.  | 13'02"26 | Yemaneberhan Crippa  | Ostrava        | 8 settembre 2020 |
| 2.  | 13'05"59 | Salvatore Antibo     | Bologna        | 18 luglio 1990   |
| 3.  | 13'06"76 | Francesco Panetta    | Zurigo         | 4 agosto 1993    |
| 4.  | 13'10"06 | Alberto Cova         | Oslo           | 27 luglio 1985   |
| 5.  | 13'11"57 | Stefano Mei          | Stoccarda      | 31 agosto 1986   |
| 6.  | 13'17"46 | Gennaro Di Napoli    | Roma           | 8 giugno 1995    |
| 7.  | 13'19"00 | Daniele Meucci       | Heusden-Zolder | 7 luglio 2012    |
| 8.  | 13'19"19 | Venanzio Ortis       | Rieti          | 9 settembre 1981 |
| 9.  | 13'19"30 | Said El Otmani       | Rabat          | 16 giugno 2019   |
| 10. | 13'20"88 | Giuliano Battocletti | Milano         | 9 giugno 1999    |

## Femminili
|     | Tempo    | Atleta             | Luogo    | Data              |
| --- | -------- | ------------------ | -------- | ----------------- |
| 1.  | 14'23"15 | Nadia Battocletti  | Roma     | 6 giugno 2025     |
| 2.  | 14'44"50 | Roberta Brunet     | Colonia  | 16 agosto 1996    |
| 3.  | 14'57"87 | Elisa Palmero      | Oordegem | 9 agosto 2025     |
| 4.  | 14'58"84 | Maria Guida        | Roma     | 5 giugno 1996     |
| 5.  | 15'00"90 | Federica Del Buono | Asti     | 23 maggio 2024    |
| 6.  | 15'02"65 | Silvia Weissteiner | Berlino  | 16 settembre 2007 |
| 7.  | 15'04"32 | Micol Majori       | Caorle   | 2 agosto 2025     |
| 8.  | 15'06"38 | Elena Romagnolo    | Londra   | 8 agosto 2012     |
| 9.  | 15'08"96 | Ludovica Cavalli   | Vienna   | 17 giugno 2023    |
| 10. | 15'11"64 | Nadia Dandolo      | Bologna  | 18 luglio 1990    |